# Blahomír
Blahomír je mužské křestní jméno slovanského původu. Vykládá se jako „blahý mír, blahý svět“.
Podle českého kalendáře má svátek 30. dubna.

## Blahomír v jiných jazycích
- Slovensky: Blahomír
- Bulharsky, srbsky: Blagomir
- Polsky: Błogomir